# Lichnoptera gracilis
Lichnoptera gracilis är en fjärilsart som beskrevs av Swinhoe 1900. Lichnoptera gracilis ingår i släktet Lichnoptera och familjen Pantheidae. Inga underarter finns listade i Catalogue of Life.